# 安國愛菜
安國 愛菜（やすくに あいな、3月28日 - ）は、日本の声優、舞台女優。本名同じ。
兵庫県神戸市出身。身長159cm。血液型はA型。フリーランス。

## 人物
旧姓・旧芸名は西村 愛菜。名字を変えたのは家庭の事情で本名が変わっていたからであり、結婚ではないとのこと。プロダクション・エース所属をきっかけに活動名も改めた。
2011年12月1日から2016年8月31日までプロダクション・エースに所属していた。その後、2022年6月30日までネクシードに在籍していた。
好きな漫画として『聖☆おにいさん』を挙げており、登場人物の1人・ブッダが理想のタイプ。
猫好き。
演技の幅が広く、少年少女から、大人の女性、おばさん、動物までこなす。

## 出演
太字はメインキャラクター。

### テレビアニメ
2013年
- 俺の脳内選択肢が、学園ラブコメを全力で邪魔している（女子生徒）

2015年
- ユリ熊嵐（亜依撃子）
- マリンアドベンチャー せんすいかんウーリー！（ルーシー）
- アクエリオンロゴス（看護師A）
- ルパン三世 PART IV（カップル女）

2016年
- ハルチカ〜ハルタとチカは青春する〜（バレー部員C）

2019年
- さらざんまい（一稀の母）
- スーパーブック（エステル王妃、サロメ）

2020年
- スーパーブック（サマンサ）

### OVA
- ふたりエッチ（第3期）（河田千春）

### Webアニメ
- カンフー・パンダ3（2016年、ママパンダ）

### ゲーム
- ぼくは航空管制官2 新千歳SnowScape（葛城麻耶）
- AXE BUSTERS（ヒメ）
- ぼくらのファンタジア（セクシー担当）
- エヌアイン完全世界（エヌアイン）
- つくものがたり（女子生徒）
- アサシン クリード ローグ
- エンパイア&アライズ（エヴァ中尉）
- アサシン クリード シンジケート（アール、新聞少年）
- Fallout4（ティナ・デルーカ、ラウディ、クリケット）
- ディビジョン
- HOMEFRONT the Revolution
- 武装少女 - ARMED GIRLS -（スニャク）
- Call of Duty: Infinite Warfare
- ウォッチドッグス2（ジャスミン）
- リング☆ドリーム 女子プロレス大戦（ソニックナイト[6]）

### ドラマCD
- 王子様のつくりかた（女子中学生）

### 吹き替え

#### 映画
- アメリカン・ラプソディ（シーラ）
- 妖怪大戦争（震震）
- T-REX（タニア）
- VANGUARD（リンダ）
- 201X（イレーネ、シラー夫人）
- ブルース・リー伝説（女生徒、看護師、店員）
- ヴァンパイア・イン・ラスベガス（ストリッパー、ジェニファーの母）
- セレブ・ウォーズ 〜ニューヨークの恋に勝つルール〜（イングリッド）
- アラフォー女子のベイビー・プラン（セバスチャン〈トーマス・ロビンソン/ブライス・ロビンソン〉、ダイアン・ソイヤー）
- ブラッド・アウト（グロリア）
- 7デイズ（クロエ）
- アースレイジ（サラ）
- セクター5（セレステ）
- スモーク（少年時代のフレディ）
- 恋人はセックス依存症（マーゴ〈ミカエラ・ワトキンス〉）
- アバウト・タイム〜愛おしい時間について〜（少年時代のティム）
- チャン・オクチョン（ミョンアン王女〈アヨン〉）
- ワールズ・エンド 酔っぱらいが世界を救う!（フェリシティ）
- アナコンダ vs. 殺人クロコダイル（ヘザー）
- エレクトリシティ（少女のリリー）
- キル・コマンド（ハケット）
- ホリデーズ（ハイディ、リリー（シェイラ・バンド）、ボビー）
- バーニング・ムーン（ジュリア・サンダース）
- ジュリーのへや（リリー）
- ケージ・ダイブ（メーガン・マーフィ〈ミーガン・ペータ・ヒル〉[7]）
- 世界にひとつの金メダル（少年4[8]）
- NOPE/ノープ（アンバー・パク〈レン・シュミット〉[9]）

#### ドラマ
- ダウントン・アビー シーズン2
- レバレッジ 〜詐欺師たちの流儀 シーズン4（ヘイリー）
- ビッグバン★セオリー/ギークなボクらの恋愛法則5（アーロン）
- 超能力ファミリーサンダーマン（キース）
- サム&キャット（ボビー、レキシー、ナッカーズ）
- ミステリー・グースバンプス（リリー・ターンブル）
- うわさのツインズ リブとマディ（シェイナ）
- BLOODLINE ブラッドライン（クリスティーナ・コロン、アナ・ディアズ、リリー、子供時代のメグ）
- バトルクリーク 格差警察署（タリア）
- リゾーリ&アイルズ ヒロインたちの捜査線5（エイミー）
- NCIS: ニューオーリンズ（ペリ）
- FOREVER Dr.モーガンのNY事件簿（エラ）
- クリミナル・マインド10 FBI行動分析課（新婦）
- ストライクバック4:ラストミッション
- スーパーナチュラル シーズン11（フレッチャー、ゾーイ）
- ガール・ミーツ・ワールド シーズン2（サマンサ）
- クリミナル・マインド11 FBI行動分析課（アンドレア・ギャンブレル）
- 100 オトナになったらできないこと（ロリ・ラウドリー〈ローラ・クリスティーン〉）
- ボードウォークエンパイア5 ザ・ファイナル（ルース）

#### アニメ
- マジック・スクール・バス（フィービー）
- ヒックとドラゴン: 新たな世界へ!（ミンデン）

### ボイスオーバー
- ブラックボックスナイト第3シーズン（ジャメル）
- アメリカお宝鑑定団ポーンスターズ（シャロン）
- マーサ・スチュワート・ショー（ナレーター）
- アメリカお宝鑑定団ポーンスターズシーズン9（アマンダ）
- 性の歴史:20世紀編（サラ・フォーブス）
- アメリカお宝鑑定団ポーンスターズシーズン10（アレタ）
- ポーンスターズのお宝クイズ選手権（キム）
- タイニーハウス〜大きなアメリカの極端に小さな家〜（チェルシー）
- にゃんこ救出大作戦！（サヴァンナ、リアン、ヴァレリー、デーナ）
- テキサス獣医奮戦記（タウヴィア）

### ラジオ
- 松本忍のぱぱらっチャオ!（初代アシスタントパーソナリティ）
- トークひぽぽたます
- エヌアイン完全世界応援ラジオ「紫音と零司の放送世界」

### ナレーション
- 岩田光央・鈴村健一 スウィートイグニッション 番組内CM
- Panasonic業務用カメラ AG-HMC45
- Audible 男はなぜ急に女にフラれるのか？[10]
- Audible 女はなぜ突然怒り出すのか？[11]
- Audible たった一言で人を動かす　最高の話し方
- 訪問歯科DVD
- Audible 湯女の櫛 備前風呂屋怪談[12]
- Audible 妖し語り 備前風呂屋怪談２[13]
- Audible 夜啼きの森[14]
- 英会話教材プライムイングリッシュ[15]
- Audible 仄暗い水の底から[16]
- Audible ペンギン・ハイウェイ[17]
- Audible 夜は短し歩けよ乙女[18]
- Audible ゴーストハント[19]
- Audible 夜市[20]
- Audible 狼と香辛料[21]
- Audible 新説 狼と香辛料 狼と羊皮紙

### テレビ
- クイズミリオネア（フジテレビ）

### 舞台
- 座CUPID★MAGIC VOL.46『思い出のテラス』（演出：田窪一世 / 下北沢駅前劇場）
- 劇団にんげん座『吉村平吉物語 〜浅草のへーさん〜』（演出：一龍斎貞心 / シアターX）
- 劇団アルターエゴ 第35回公演 『踊るべき子供たち』（演出：松野太紀 / 池袋芸術劇場小ホール2）